# Lerke
Lerke ist ein weiblicher Vorname und Familienname.

## Herkunft und Bedeutung
Lerke ist eine Variante des dänischen Vornamens Lærke und bedeutet „Lerche“.

## Namensträgerinnen
- Lerke Osterloh (* 1944), deutsche Steuerrechtswissenschaftlerin und Richterin des Bundesverfassungsgerichts

## Familienname
- Wolfgang Lerke (* 1942), deutscher Diplomat